# Skoura (ort i Ouarzazate)
Skoura (arabiska: سكورة) är en ort i Marocko, som i folkräkningen räknas som stad i landskommunen Skoura Ahl El Oust. Den ligger i provinsen Ouarzazate och regionen Drâa-Tafilalet, 300 km söder om huvudstaden Rabat. Antalet invånare var 4 332 vid folkräkningen 2014.